# عبد المجيد المجالي
عبد المجيد إبراهيم المجالي، ويكنى بأبي قتيبة الأردني، أصولي أردني يعتقد بالسلفيّة الجهاديّة، كان مديراً لمكتب خدمات المجاهدين الأفغان في الأردن خلال فترة التساهل الأردني والدولي مع نقل الشباب إلى أفغانستان، ويعد من مؤسسي القاعدة في العالم ومجمل الفكر الجهادي السلفي في الأردن، وكان حاكماً لولاية غزني في أفغانستان بأواخر الثمانينيات. يعتبر من أوائل الذين انخرطوا بالحركات الإسلامية بكونه من اوائل الأردنيين الذين شاركوا بما يسمى بالأفغان العرب، أي الذين احتشدوا وحشدتهم الدول ضد السوفييت في أفغانستان. يعتبر هو من جند الزرقاوي للعمل في الجهاد الأفغاني. أما مسمى أبي قتيبة الأردني، فهو لتفريقه عن المتطرف الإسلامي الآخر، أبو قتيبة المقدسي. سجن على قضية الدعوة لداعش، وله ابنان كانا بتنظيم داعش في سوريا.

## حياته
هو بالخمسينيات من العمر، من محافظة الكرك. له من الأخوة ثمانية ومن الأخوات تسعة. تعليمه لا يتعدى التعليم الابتدائي. كان يعمل سائقا في الجيش الأردني، ولم يكن ملتزماً بتلك الفترة، والتزم بعد تسريحه من الجيش والتحاقه بالمجاهدين في أفغانستان بثمانينيات القرن الماضي.[بحاجة لمصدر]
له إبنان، قتيبة ويوسف. وكلاهما في تنظيم داعش في سوريا. انضم ابنه قتيبة عبد المجيد المجالي إلى داعش وكان يقاتل معه في الرقة في سوريا، وظهر بفيديو لداعش يهدد به الأردن قبل أن يقتل مقاتلين من الجيش الحر بشهر أيار 2017. أما ابنه يوسف عبد المجيد المجالي فهو من المقاتلين العائدين، وسجن لما لايزيد عن 3 أشهر قبل أن يطلق سراحه في المجتمع لتستمر هذه الدورة من الفكر والأنشطة فيه.
ومن أقاربه حمزة المجالي الذي يرتبط بالتخطيط لعملية هجوم الكرك 2016 الإرهابية التي أودت بحياة 14 مدنياً وعسكرياً أردنياً بالإضافة إلى اصابة 45. وهو قريب النقيب السابق في سلاح الجو الملكي الأردني أحمد عطالله المجالي الذي انشق عن القوات المسلحة الأردنية بسنة 2013 والتحق بتنظيم داعش في سوريا قبل أن يقتل في الحسكة بمواجهات مع ميليشيا حزب العمال الكردستاني.

## عمله في الجهاد الأفغاني
بعد أن ترك الجيش الأردني، انتقل إلى أفغانستان بثمانينيات القرن الماضي، وأنتمى لفرقة «مأسدة الأنصار» وصار أميرها وهي الفرقة التي عدت نواة تنظيم القاعدة. كان على علاقة برؤوس المنظمة الإرهابية من مثل ابن لادن وعبدالله عزام. تعرف على الزرقاوي وجنده بعام 1988 كونه كان مديرا لمكتب خدمات المجاهدين الأفغان في الأردن
خلال تلك الفترة، أي قبل 1991، كان يتردد على السفر بين الأردن وأفغانستان، حيث كان يقيم في الأردن محاضرات ويجمع التبرعات ويجند الشباب لقتال السوفييت تحت مسمى الجهاد. وبتلك الفترة كان يتلقى تسهيلاً من الأجهزة الأمنية الأردنية والغربية لنقل المال والشباب إلى الحرب في أفغانستان، لكن حين انتهت الحاجة لهم، تم اعتقاله بسنة 1991 بمطار عمان الدولي بواسطة جهاز المخابرات العامة الأردني وبقي محتجزاً لفترة طويلة إلتقى خلالها بالزرقاوي المصنف ارهابياً حول العالم.

## سجنه ومحاكماته في الأردن
في 1993 أسس عبد المجيد إبراهيم المجالي برفقة مجموعة سلفيّة يقودها أبو محمد المقدسي وأبو مصعب الزرقاوي تنظيما مسلحا عُرف بتنظيم بيعة الإمام، بينما أسموه هم الموحدين أو جماعة التوحيد. كان يهدف التنظيم إلى القيام بأعمالٍ عسكرية ضد إسرائيل، من خلال استخدام قنابل وصواريخ وموادِ متفجرة أحضرها المقدسي من الكويت بعد انسحاب الجيش العراقي وهربها ضمن أثاث بيته. ألقت الأجهزة الأمنية القبض عليهم قبل تنفيذهم لأي أعمال وصدر حكم بحق بعضهم بسنة 1996 ولا يبدو بأن المجالي قد حوكم معهم. 
كان معتقلاً مرات مختلفة، طيلة عقد 1990-1999، ثم تم تقديمه إلى محكمة أمن الدولة الأردنية بعد وفاة الملك حسين بن طلال العام 1999، وصدر بحقه حكم بالسجن بتهمة انضمامه لتظنيم غير مشروع (تنظيم جيش محمد) الذي يقول المجالي بأنه تنظيم غير حقيقي، وإنما اخترعته الدولة الأردنية لمحاكمته. بعد إصدار الحكم عليه بالسجن، لكن تم تسريحه إلى بيته بوجب تقرير طبي بأنه يعاني من مرض نفسي بوجود ازدواج الشخصية كما قال أخيه الدكتور عبد الله المجالي بحديثه لقناة العربية بشهر أيار\مارس 2017.

### سجنه بالقضية المعروفة بخلية أبو قتيبة المجالي
تم القاء القيض عليه في كانون الأول عام 2014، ليحاكم أمام محكمة أمن الدولة بتهمة تجنيد الأردنيين للقتال مع داعش في سوريا، تحديداً بتهمة تجنيد أشخاص للالتحاق بجماعات مسلّحة وتنظيمات إرهابية وتقديم أموال بقصد تمويل إرهابيين، وأطلق على الخلية مسمى خلية أبو قتيبة المجالي. وكان من مؤيدي تنظيم جبهة النصرة، بحسب لائحة الاتهام التي صدرت بحقه. سجن بقضية بسنة 2014 تتعلق بالتجنيد لتنظيم الدولة الإسلامية (داعش) في سوريا ويقضي عقوبة السجن في مستشفى الفحيص للأمراض العقلية حيث يقال بأنه يعاني من مشاكل نفسية ويصفه أبو سياف محمد الشلبي بأنه بوضع نفسي غير مستقر. لم تنته فترة محكوميته إلى الآن.